# Guemil

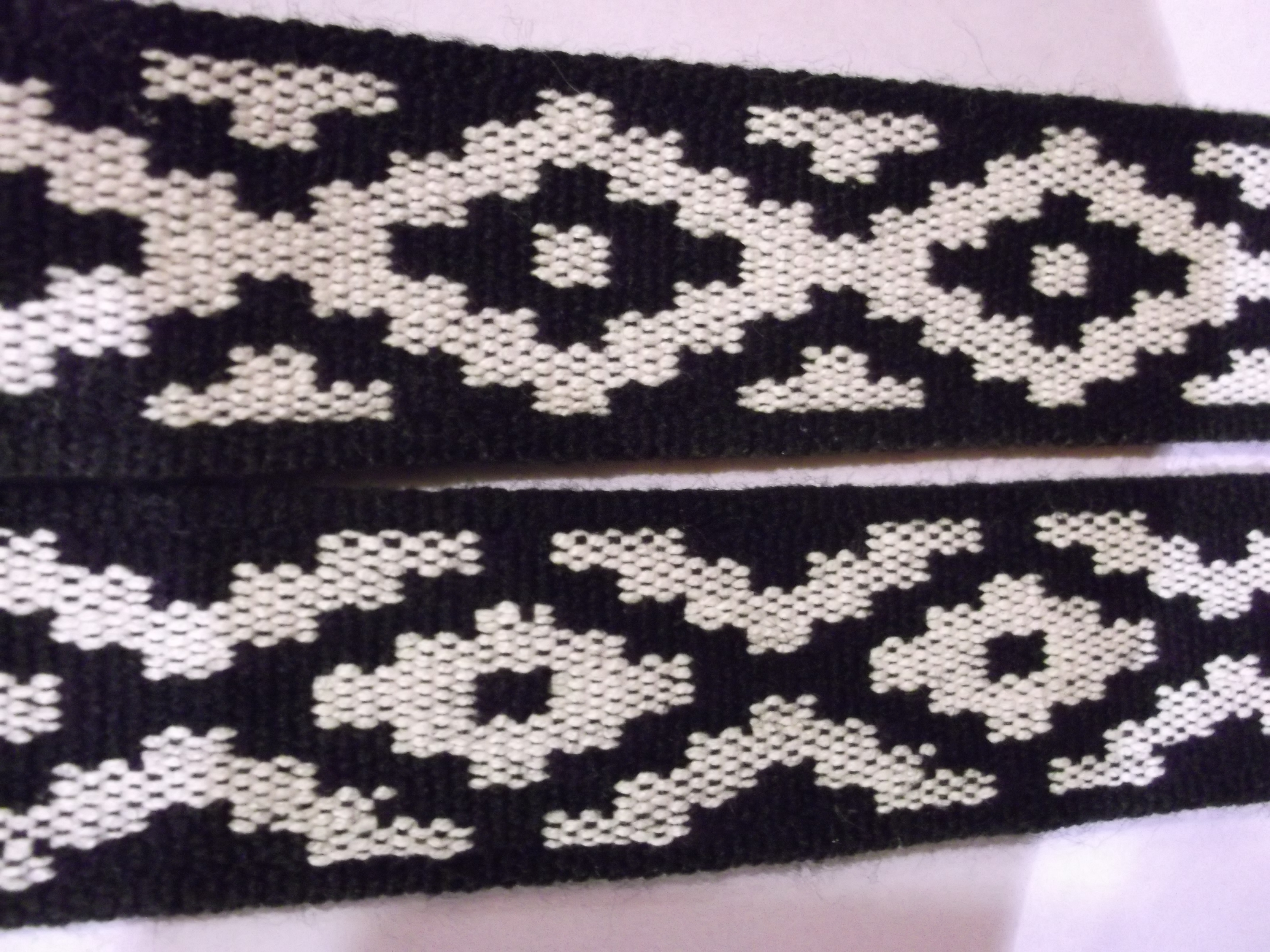
Cinta mapuche tejida con el clásico diseño del guemil.

El guemil (en mapudungún ngümin, 'diseños, grecas') es un símbolo de la iconografía mapuche que puede ser descrito como una cruz o estrella escalonada o como un rombo de borde zigzagueante.

## Simbolismo
En la iconografía mapuche, el guemil representa el dominio tanto de la ciencia y el conocimiento como de la manufactura y el arte de la transformación. Asimismo, es símbolo del sistema de escritura.

## Uso
El guemil ha aparecido en cuatro banderas mapuches: 
- La primera de ellas habría sido utilizada por las huestes mapuches durante la Guerra de Arauco[3] y ondeada por el cacique Lautaro (c. 1534-1557) en la representación artística más conocida de éste, El joven Lautaro (1946), creada por fray Pedro Subercaseaux.[4] En ella, se ve al Wünelfe centrado sobre un guemil azul, color que simboliza lo espiritual o sagrado,  orlado de blanco sobre un fondo rojo.[3]
- En la segunda de ellas, llamada Wenufoye («Canelo del cielo»),[5] bandera oficial mapuche creada el 5 de octubre de 1992,[1] orla los bordes superior e inferior en color blanco, símbolo de la prosperidad y la sabiduría, sobre fondo negro.
- Además, forma parte de las banderas de las comunidades lafquenche y nagche.[6]

Antigua bandera mapuche, según obra de 1946 de fray Pedro Subercaseaux.
Wenufoye, bandera usada por diversas organizaciones indigenistas mapuches desde 1992.
Bandera mapuche del territorio lafquenche.
Bandera mapuche del territorio nagche.